# Lista stacji metra w Rzymie
Lista stacji metra w Rzymie – lista istniejących i planowanych stacji systemu metra w Rzymie. 

## Stacje czynne
Tabela przedstawia nazwy poszczególnych stacji lub linii, na której się znajduje, w gminie, w której znajduje się stacja, datę otwarcia, rodzaj i możliwość przesiadek.
| Stacja                                  | Linia | Dzielnica                    | Data otwarcia                          | Rodzaj             | Przesiadki | Uwagi |
| --------------------------------------- | ----- | ---------------------------- | -------------------------------------- | ------------------ | ---------- | ----- |
| Alessandrino                            |       | V                            | 9 listopada 2014                       | podziemna          |            |       |
| Anagnina                                |       | VII                          | 11 czerwca 1980                        | podziemna          |            |       |
| Arco di Travertino                      |       | VII                          | 16 lutego 1980                         | podziemna          |            |       |
| Baldo degli Ubaldi                      |       | XIII                         | 1 stycznia 2000                        | podziemna          |            |       |
| Barberini - Fontana di Trevi            |       | I                            | 16 lutego 1980                         | podziemna          |            |       |
| Basilica San Paolo                      |       | XI                           | 9 lutego 1955                          | naziemna           |            |       |
| Battistini                              |       | XIV                          | 1 stycznia 2000                        | podziemna          |            |       |
| Bologna                                 |       | II                           | 8 grudnia 1990                         | podziemna          |            |       |
| Bolognetta                              |       | VI                           | 9 listopada 2014                       | podziemna          |            |       |
| Borghesiana                             |       | VI                           | 9 listopada 2014                       | w wykopie          |            |       |
| Castro Pretorio                         |       | I                            | 8 grudnia 1990                         | podziemna          |            |       |
| Cavour                                  |       | I                            | 9 lutego 1955                          | podziemna          |            |       |
| Cinecittà                               |       | VII                          | 16 lutego 1980                         | podziemna          |            |       |
| Cipro                                   |       | I                            | 29 maja 1999                           | podziemna          |            |       |
| Circo Massimo                           |       | I                            | 9 lutego 1955                          | podziemna          |            |       |
| Colli Albani - Parco Appia Antica       |       | VII                          | 16 lutego 1980                         | podziemna          |            |       |
| Colosseo                                |       | I                            | 9 lutego 1955                          | podziemna          |            |       |
| Conca d’Oro                             |       | III                          | 12 lipca 2012                          | podziemna          |            |       |
| Cornelia                                |       | XIII                         | 1 stycznia 2000                        | podziemna          |            |       |
| Due Leoni - Fontana Candida             |       | VI                           | 9 listopada 2014                       | naziemna           |            |       |
| EUR Fermi                               |       | IX                           | 9 lutego 1955                          | w sztucznym tunelu |            |       |
| EUR Magliana                            |       | IX                           | 9 lutego 1955                          | naziemna           |            |       |
| EUR Palasport                           |       | IX                           | 9 lutego 1955                          | w sztucznym tunelu |            |       |
| Finocchio                               |       | VI                           | 9 listopada 2014                       | podziemna          |            |       |
| Flaminio                                |       | I                            | 16 lutego 1980                         | podziemna          |            |       |
| Furio Camillo                           |       | VII                          | 16 lutego 1980                         | podziemna          |            |       |
| Garbatella                              |       | XI                           | 16 lutego 1980                         | naziemna           |            |       |
| Giardinetti                             |       | VI                           | 9 listopada 2014                       | w wykopie          |            |       |
| Giulio Agricola                         |       | VII                          | 16 lutego 1980                         | podziemna          |            |       |
| Graniti                                 |       | VI                           | 9 listopada 2014                       | naziemna           |            |       |
| Grotte Celoni                           |       | VI                           | 9 listopada 2014                       | naziemna           |            |       |
| Jonio                                   |       | III                          | 21 kwietnia 2015                       | podziemna          |            |       |
| Laurentina                              |       | IX                           | 9 lutego 1955                          | w sztucznym tunelu |            |       |
| Lepanto                                 |       | I                            | 16 lutego 1980                         | podziemna          |            |       |
| Libia                                   |       | II                           | 12 czerwca 2012                        | podziemna          |            |       |
| Lucio Sestio                            |       | VII                          | 16 lutego 1980                         | podziemna          |            |       |
| Manzoni - Museo della Liberazione       |       | I                            | 16 lutego 1980                         | podziemna          |            |       |
| Marconi                                 |       | XI                           | 8 grudnia 1990                         | naziemna           |            |       |
| Monte Compatri-Pantano                  |       | Monte Compatri (poza Rzymem) | 9 listopada 2014                       | naziemna           |            |       |
| Monti Tiburtini                         |       | IV                           | 8 grudnia 1990                         | podziemna          |            |       |
| Numidio Quadrato                        |       | VII                          | 16 lutego 1980                         | podziemna          |            |       |
| Ottaviano - San Pietro - Musei Vaticani |       | I                            | 16 lutego 1980                         | podziemna          |            |       |
| Parco di Centocelle                     |       | V                            | 9 listopada 2014                       | podziemna          |            |       |
| Pietralata                              |       | IV                           | 8 grudnia 1990                         | podziemna          |            |       |
| Piramide                                |       | I                            | 9 lutego 1955                          | w wykopie          |            |       |
| Policlinico                             |       | II                           | 8 grudnia 1990                         | podziemna          |            |       |
| Ponte Lungo                             |       | VII                          | 16 lutego 1980                         | podziemna          |            |       |
| Ponte Mammolo                           |       | IV                           | 13 grudnia 1995                        | naziemna           |            |       |
| Porta Furba - Quadraro                  |       | VII                          | 16 lutego 1980                         | podziemna          |            |       |
| Quintiliani                             |       | IV                           | 23 czerwca 2003                        | podziemna          |            |       |
| Re di Roma                              |       | VII                          | 16 lutego 1980                         | podziemna          |            |       |
| Rebibbia                                |       | IV                           | 8 grudnia 1990                         | podziemna          |            |       |
| Repubblica                              |       | I                            | 16 lutego 1980                         | podziemna          |            |       |
| San Giovanni                            |       | VII                          | 16 lutego 1980                         | podziemna          |            |       |
| Santa Maria del Soccorso                |       | IV                           | 8 grudnia 1990                         | podziemna          |            |       |
| Sant'Agnese - Annibaliano               |       | II                           | 12 czerwca 2012                        | podziemna          |            |       |
| Spagna                                  |       | I                            | 16 lutego 1980                         | podziemna          |            |       |
| Subaugusta                              |       | VII                          | 16 lutego 1980                         | podziemna          |            |       |
| Termini                                 |       | I                            | 9 lutego 1955 (MB) 16 lutego 1980 (MA) | podziemna          |            |       |
| Tiburtina FS                            |       | II                           | 8 grudnia 1990                         | podziemna          |            |       |
| Torre Angela                            |       | VI                           | 9 listopada 2014                       | naziemna           |            |       |
| Torre Gaia                              |       | VI                           | 9 listopada 2014                       | naziemna           |            |       |
| Torre Maura                             |       | VI                           | 9 listopada 2014                       | podziemna          |            |       |
| Torre Spaccata                          |       | VI                           | 9 listopada 2014                       | podziemna          |            |       |
| Torrenova                               |       | VI                           | 9 listopada 2014                       | naziemna           |            |       |
| Valle Aurelia                           |       | XIII                         | 29 maja 1999                           | podziemna          |            |       |
| Vittorio Emanuele                       |       | I                            | 16 lutego 1980                         | podziemna          |            |       |

## Stacje w budowie
| Stacja                  | Linia | Data rozpoczęcia prac | Data otwarcia | Typ       | Przesiadki |
| ----------------------- | ----- | --------------------- | ------------- | --------- | ---------- |
| Amba Aradam - Ipponio   |       | 2013                  | 2020          | podziemna |            |
| Fori Imperiali/Colosseo |       | 2013                  | 2020          | podziemna |            |
| Gardenie                |       | 2007                  | lipiec 2015   | podziemna |            |
| Lodi                    |       | 2007                  | lipiec 2015   | podziemna |            |
| Malatesta               |       | 2007                  | lipiec 2015   | podziemna |            |
| Mirti                   |       | 2007                  | lipiec 2015   | podziemna |            |
| Pigneto                 |       | 2007                  | lipiec 2015   | podziemna | [ 2 ]      |
| San Giovanni            |       | 2007                  | lipiec 2016   | podziemna |            |
| Teano                   |       | 2007                  | lipiec 2015   | podziemna |            |

## Stacje planowane
| Stacja                                  | Linia | Data rozpoczęcia prac | Typ       | Przesiadki | Uwagi                      |
| --------------------------------------- | ----- | --------------------- | --------- | ---------- | -------------------------- |
| Bembo                                   |       | —                     | podziemna |            |                            |
| Bufalotta                               |       | —                     | podziemna |            |                            |
| Chiesa Nuova                            |       | —                     | podziemna |            |                            |
| Clodio - Mazzini                        |       | —                     | podziemna |            |                            |
| Mosca                                   |       | —                     | podziemna |            |                            |
| Ottaviano - San Pietro - Musei Vaticani |       | —                     | podziemna |            |                            |
| Risorgimento                            |       | —                     | podziemna |            |                            |
| San Basilio                             |       | 2013                  | podziemna |            | Podpisano umowę koncesyjną |
| San Pietro                              |       | —                     | podziemna |            |                            |
| Torraccia/Casal Monastero               |       | 2013                  | podziemna |            | Podpisano umowę koncesyjną |
| Torrevecchia                            |       | —                     | podziemna |            |                            |
| Venezia                                 |       | —                     | podziemna |            |                            |
| Vigne Nuove                             |       | —                     | podziemna |            |                            |